# Lonely (小賈斯汀和班尼·布蘭柯歌曲)
〈Lonely〉是加拿大歌手小賈斯汀和美國唱片製作人本尼·布兰科的歌曲，由賈斯汀、製作人布兰科和菲尼亞斯創作，收錄在賈斯汀的第六張錄音室專輯《我的正义》中，於2020年10月15日由Friends Keep Secrets、Def Jam和新視鏡唱片作第二首單曲發行，並於2021年3月26日收錄在布兰科首張錄音室專輯《Friends Keep Secrets》重新發行。

## 背景
〈Lonely〉標誌著小賈斯汀和布蘭柯的第五度合作，但這是布蘭柯首度被認定是歌曲的首席藝術家。布蘭柯在過往歌曲中常被註記為詞曲作家或製作人，包括2010年的〈遊戲小情人〉和〈我愛的人〉、2015年的〈愛你自己〉和2016年的〈Cold Water〉。
對於這首歌，賈斯汀寫道：「當他（布蘭柯）和菲尼亞斯向我展示這首歌時，說實話，很難主動去聽它，因為要再經歷過去的某些篇章是多麼煎熬。」 在錄唱期間，賈斯汀一度在錄音室裡崩潰落淚。「我走到錄音室唱過去，這並不容易，但開始真正看見講述這個故事的重要性！這讓我意識到我們有時都會感到孤獨！如今我處在這種地位，我相信表達脆弱面是很有力量的，這就是為何我深信這首歌如此強大！」
談到這首歌時，布蘭柯透露賈斯汀「真的很緊張」，並對是否發行歌曲猶豫不決。「因為他就像，『人們因為這件事而認識我，就像我從來沒經歷過這些痛一樣。』他的瘡疤在這首歌上。這首歌把我們拉得更近。只是他真的很開放，而且他非常脆弱。」

## 釋出
歌曲最初由布蘭柯在2020年10月5日暗示，當時他在Instagram上張貼了一系列照片，其中一張他將他的臉P到小賈斯汀代言的Calvin Klein內衣廣告上，還有一張他站在經過修圖後的廣告牌前。
10月9日，小賈斯汀在社群平台上發布了一則題為「下週……」的影片，片中有他自己、布蘭柯和美國饒舌歌手利尔·迪基。布蘭柯發布了影片的完整版本，見到利爾·迪基到達布蘭柯的豪宅並受到一連串奇怪短語的迎接，接著受到在屋內等他的賈斯汀的歡迎。2020年10月12日，賈斯汀和布蘭柯揭露歌曲的發行細節，以及在音樂串流平台上的預存連結。賈斯汀還在他的Instagram限時動態中分享這首歌的簡短片段及音樂錄影帶的劇照。
10月15日，也就是歌曲正式發行約24小時前，Snapchat推出一個名為「Sounds」的新功能，用戶可將〈Lonely〉或其他授權音樂添加到他們的「快照」（Snap）中。

## 詞曲
〈Lonely〉總長2分29秒，是一首編曲簡約的情緒謠曲。在陰鬱電鋼琴的伴奏下，小賈斯汀抒發他年少成名一路走來的心境，包括如何在成功與自身的孤獨感間取得平衡，以及在大眾的眼光中生存等。

## 商業成績
〈Lonely〉在2020年10月31日公布的加拿大百强单曲榜中空降一位，並獲加拿大音乐协会雙白金認證。在美國《告示牌》百大單曲榜上，歌曲取得第12位，並因串流媒體和實際銷量達到100萬獲得美國唱片業協會白金認證。〈Lonely〉在英國單曲排行榜上排到第17位，並獲英国唱片业协会銀認證。在澳洲唱片業協會榜，歌曲排到第11位，並獲澳洲唱片業協會白金認證。它在紐西蘭排到第12位。
〈Lonely〉在全國唱片排行榜最高爬到第5位，匈牙利、馬來西亞、挪威排名第一；荷蘭排名第二；丹麥、新加坡排名第四；葡萄牙和瑞士排名第五。這首歌在義大利、挪威和西班牙獲得金認證，在葡萄牙獲得白金認證。

## 音樂錄影帶

### 背景
音樂錄影帶伴隨單曲於2020年10月15日晚上9點（太平洋时区）在YouTube上首播。錄影帶由美國音樂錄影帶導演傑克·史崔爾操刀，加拿大演員雅各·特倫布雷主演，後者扮演小賈斯汀的年輕版本。在接受《etalk》採訪時，特倫布雷表示，出演小賈斯汀的音樂錄影帶是「（他）從未想過的事情」。他說，小賈斯汀的團隊先是與他討論了該角，賈斯汀本人再發簡訊問他有沒有問題，但因為沒約好時間，所以賈斯汀在他逛雜貨店時打電話給他，讓他只好對爸媽說：「我必須出去，因為小賈斯汀打電話給我。」特倫布雷還透露，他對出演錄影帶感到緊張，因為他之前從未飾演過真實存在的角色。「我一直扮演虛構的角色，所以我真的很想確保我有抓到這首歌的感覺，以及賈斯汀希望我呈現的情感。」
賈斯汀讚嘆雅各·特倫布雷的才華，並補充說，當他看到特倫布雷扮演自己時，他的情緒變得激昂不已。當影片正在YouTube首播時，賈斯汀和布蘭柯都在聊天室稱特倫布雷是他們見過的最好的兒童演員之一。賈斯汀回憶他在片場旁觀特倫布雷時說：「我理所當然地無法控制情緒，我聲淚俱下，那完全就是我。」
〈Lonely〉的原聲影片於2020年10月27日發布，由施瑞爾執導。影片可見布蘭柯彈奏沃立舍電鋼琴，賈斯汀坐在他旁邊的錄音室對麥克風唱歌。

### 概要
錄影帶採用一鏡到底的拍攝方式。開頭特倫布雷獨自一人坐在更衣室，盯著鏡中的自己。他穿著小賈斯汀職業生涯早期標誌性的紫色連帽衫、運動鞋、白色夾克和褲子，並頂著厚重的碗形瀏海。布蘭柯隨後走進房間，通知他是時候上台了。特倫布雷於是邊玩著曲棍球邊走出更衣室，然後在樓梯間稍作停歇。走到後台時，他先是舒展筋骨，並深吸一口氣，才鼓起勇氣站上舞台。他向空蕩蕩的觀眾席望去，呢喃著歌詞「I'm so lonely」（我好孤單）。鏡頭緩緩拉遠，看到賈斯汀是唯一觀賞這場表演的人，他不發一語、面無表情地看向舞台。

## 現場表演
2020年10月17日，小賈斯汀在《週六夜現場》第46季第3集中以音樂嘉賓身份首次現場演唱了這首歌。賈斯汀先是在後台更衣室對著鏡子自言自語，然後在Studio 8H昏暗空蕩的走廊徘徊。他最終在聚光燈照耀下登上舞台，布蘭柯在旁彈奏鋼琴。表演結束時，他低著頭走去給布蘭柯一個擁抱。
2020年11月15日，賈斯汀在第46屆人民選擇獎頒獎典禮上演唱了這首歌。表演開始時，賈斯汀獨自坐在空蕩的城市街道上的公車亭，而布蘭柯在一旁彈奏鍵盤。2020年11月22日，賈斯汀和布蘭柯在2020年全美音乐奖上現場表演了這首歌。賈斯汀身著藍色格子襯衫和橙色無簷小便帽，在被鏡子環繞的舞台上唱歌，布蘭科在他身後彈奏鍵盤。

## 評價

### 年末列表
| 出版物      | 列表                           | 排名 | 來源   |
| ----------- | ------------------------------ | ---- | ------ |
| iHeartRadio | 2020年讓我們有所感觸的30首歌曲 | 20   | [ 88 ] |

## 參與人員
名單摘自Tidal。
- 本尼·布兰科 – 製作、策畫、鍵盤、編程
- 菲尼亞斯 – 製作、策畫、鍵盤、編程
- 以利亞·馬雷特-希奇（Elijah Marrett-Hitch） – 混音協助
- 德文·中尾（Devin Nakao） – 策畫
- 喬許·古德溫（Josh Gudwin） – 策畫、混音、人聲策畫、人聲製作
- 克里斯·格林格（英语：Chris Gehringer） – 母帶策畫
- 安德魯·拉夫特曼（Andrew Luftman） – 製作協助
- 莎拉·謝爾頓（Sarah Shelton） – 製作協助
- 斯库特·布劳恩 – 製作協助
- 克里斯·奧瑞安（英语：Chris O'Ryan） – 人聲策畫、人聲製作

## 榜單成績
| 榜單（2020–2021年）                      | 峰值 |
| ---------------------------------------- | ---- |
| 澳大利亚（澳大利亚唱片业协会單曲榜）     | 11   |
| 奥地利（Ö3四十强单曲榜）                 | 7    |
| 比利时佛兰德（Ultratop五十强单曲榜）     | 6    |
| 比利时瓦隆（Ultratop五十强单曲榜）       | 37   |
| 加拿大（Canadian Hot 100）               | 1    |
| 加拿大（《告示牌》Canada CHR）           | 13   |
| 加拿大（《告示牌》Canada Hot AC）        | 26   |
| 捷克（百強數位單曲榜）                   | 24   |
| Denmark (Tracklisten)                    | 4    |
| 芬兰（芬蘭官方單曲榜）                   | 6    |
| France (SNEP)                            | 35   |
| 德国（德國官方單曲榜）                   | 9    |
| Global 200 (Billboard)                   | 5    |
| Greece (IFPI)                            | 11   |
| 匈牙利（四十强电台榜）                   | 30   |
| 匈牙利（四十強單曲榜）                   | 1    |
| 匈牙利（四十強串流榜）                   | 5    |
| Iceland (Plötutíðindi)                   | 10   |
| 愛爾蘭（愛爾蘭唱片音樂協會单曲榜）       | 7    |
| Italy (FIMI)                             | 56   |
| Lithuania (AGATA)                        | 6    |
| Malaysia (RIM)                           | 1    |
| 荷兰（荷蘭四十強單曲榜）                 | 2    |
| 荷兰（百强单曲榜）                       | 2    |
| New Zealand (Recorded Music NZ)          | 12   |
| Norway (VG-lista)                        | 1    |
| 波蘭（波蘭百大電台榜）                   | 43   |
| 葡萄牙（葡萄牙唱片業協會单曲榜）         | 5    |
| 蘇格蘭（官方榜单公司單曲榜）             | 16   |
| 新加坡（新加坡唱片業協會）               | 4    |
| 斯洛伐克（電台百大單曲榜）               | 16   |
| 斯洛伐克（百強數位單曲榜）               | 10   |
| Spain (PROMUSICAE)                       | 42   |
| Sweden (Sverigetopplistan)               | 9    |
| 瑞士（瑞士热门音乐榜）                   | 5    |
| 英國（官方榜单公司單曲榜）               | 17   |
| 美国（《告示牌》百大單曲榜）             | 12   |
| 美國（《告示牌》成人當代單曲榜）         | 14   |
| 美國（《告示牌》Adult Pop Airplay）      | 9    |
| 美國（《告示牌》Dance/Mix Show Airplay） | 20   |
| 美國（《告示牌》Pop Airplay）            | 2    |

| 榜單（2020年）               | 峰值 |
| ---------------------------- | ---- |
| Hungary (Single Top 40)      | 70   |
| Netherlands (Dutch Top 40)   | 52   |
| Netherlands (Single Top 100) | 85   |

## 銷量認證
| 地區                           | 认证    | 认证单位/销量 |
| ------------------------------ | ------- | ------------- |
| 澳大利亚（澳大利亚唱片业协会） | 白金    | 70,000‡       |
| 比利时（比利時唱片音樂協會）   | 白金    | 20,000‡       |
| 加拿大（加拿大音乐协会）       | 2× 白金 | 160,000‡      |
| 丹麦（國際唱片業協會丹麥分會） | 金      | 45,000‡       |
| 挪威（國際唱片業協會挪威分会） | 金      | 30,000‡       |
| 意大利（意大利音乐产业联盟）   | 金      | 35,000‡       |
| 波兰（波蘭音像製造商協會）     | 2× 白金 | 100,000‡      |
| 葡萄牙（葡萄牙唱片業協會）     | 白金    | 10,000‡       |
| 西班牙（西班牙音樂製作協會）   | 金      | 20,000‡       |
| 英国（英国唱片业协会）         | 银      | 200,000‡      |
| 美国（美國唱片業協會）         | 白金    | 1,000,000‡    |
| ‡僅含認證的+實際銷量           |         |               |

## 發行歷史
| 地區   | 日期           | 格式              | 唱片公司                            | 來源    |
| ------ | -------------- | ----------------- | ----------------------------------- | ------- |
| 多國   | 2020年10月15日 | 數位下載 串流媒體 | Friends Keep Secrets Def Jam 新視鏡 | [ 89 ]  |
| 美國   | 2020年10月20日 | 當代流行電台      | Friends Keep Secrets Def Jam 新視鏡 | [ 124 ] |
| 義大利 | 2020年10月30日 | 當代流行電台      | 环球                                | [ 125 ] |
| 英國   | 2020年11月20日 | 當代流行電台      | 环球                                | [ 126 ] |